# الفرقة الجبلية الثانية (الفيرماخت)
الفرقة الجبلية الثانية (بالألمانية: 2. Gebirgs Division)‏ فرقة مشاة جبلية من الجيش الألماني الذي خدم في الحرب العالمية الثانية، بشكل رئيسي في الجزء الشمالي من الجبهة الشرقية، بالقرب من القطب الشمالي. تشكلت في عام 1938، تم حل الفرقة في نهاية الحرب في عام 1945.

## تاريخ العمليات
بعد آنشلوس، ضم النمسا من قبل ألمانيا النازية في مارس 1938، تم تشكيل الفرقة الجبلية الثانية في 1 أبريل 1938، مع أفراد من الفرقة السادسة للجيش النمساوي. مقرها في إنسبروك، جزء من Wehrkreis XVIII (المنطقة العسكرية XVIII)، معظم رجالها كانوا من سالزبورغ ومنطقة تيرول في النمسا. 
بقيادة Generalleutnant (اللفتنانت جنرال) Valentin Feurstein، قاتل كجزء من مجموعة الجيوش الجنوبية خلال غزو بولندا ثم شاركت في عملية فيزروبونغ، الحملة النرويجية في عام 1940. نفذت مسيرة عبر البلاد لإنقاذ الفرقة الجبلية الثالثة، التي كانت تحت الحصار من القوات البريطانية خلال معارك نارفيك. 

## القادة
- جينيرال لوتنانت فالنتين فورستين (1 أبريل 1938 - 4 مارس 1941)
- جينيرال لوتنانت إرنست شليمر (4 مارس 1941 - 2 مارس 1942)
- جينيرال لوتنانت جورج ريتر فون هينجل (2 مارس 1942 - 23 أكتوبر 1943)
- جينيرال لوتنانت هانز ديجين (1 نوفمبر 1943 - 6 فبراير 1945)
- أوبرست (كولونيل) هانز روتشمان (6 فبراير 1945 - 9 فبراير 1945)
- جينيرال لوتنانت ويليبالد أوتز (9 فبراير 1945 - استسلام ألماني)